# Silver Jews
 Der er for få eller ingen kildehenvisninger i denne artikel, hvilket er et problem. Du kan hjælpe ved at angive troværdige kilder til de påstande, som fremføres i artiklen.

Silver Jews var et amerikansk indie rock-band, der eksisterede i perioden 1989 til 2009. Bandet blev dannet af David Berman, Stephen Malkmus og Bob Nastanovich, mens de alle tre studerede ved University of Virginia.

## Historie
Silver Jews var i udpræget grad David Bermans kunstneriske vision, mens Malkmus og Nastanovich kun medvirkede på on/off-basis.
Malkmus og Nastanovich fandt senere berømmelse i bandet Pavement - et af lo-fi-rockens mest stilskabende bands - og det betød, at Silver Jews ofte er blevet betragtet som et Pavement-sideprojekt.[kilde mangler]
I starten var der visse fællestræk mellem de to grupper, herunder lo-fi-æstetikken. Eksempelvis blev det meste af materialet til Silver Jews' to første ep'er indspillet på en walkman.[kilde mangler]
Med årene blev udtrykket i Silver Jews' musik strammet betydeligt op, og der kom et markant twist af alternativ country til. Gruppens udtryk blev i høj grad tegnet af David Bermans lakoniske sangforedrag og mørke baryton. Bermans tekster har været et stort aktiv for Silver Jews. Teksterne er eminente til at skabe billeder og har et grundlæggende melankolsk livssyn, som vejes op af en mørk humoristisk sans.
Det er almindeligt kendt, at Berman har haft problemer med depressioner.[kilde mangler] Ifølge en række artikler i forbindelse med det album Tanglewood Numbers var han også ude i både alkohol- og narkomisbrug, og i perioden mellem Bright Flight og Tanglewood Numbers forsøgte han på et tidspunkt at tage sit liv. Bermans problemer bør dog ikke fjerne fokus fra, at han er en fremragende lyriker og står bag en samling aldeles fremragende plader. Ved siden af musik-karrieren skriver han digte og udgav i 1999 digtsamlingen 'Actual Air' (Open City Books).

## Diskografi

### Albums
- 1994: Starlite Walker
- 1996: Natural Bridge
- 1998: American Water
- 2001: Bright Flight
- 2005: Tanglewood Numbers
- 2008: Lookout Mountain, Lookout Sea

### EPs
- 1992: Dime Map of the Reef
- 1993: The Arizona Record'
- 2001: Tennessee

### Singler
- 1992: "Dime Map of the Reef"
- 1993: "Silver Jews and Nico"
- 1998: "Blue Arrangements"
- 1998: "Send in the Clouds"
- 1998: "Self Ignition"
- 1999: "Hot as Hell"